# فيروسات الحصى المكوراتية
فيروسات الحصى المكوراتية (بالإنجليزية: Coccolithovirus)‏ هي فيروسات ثنائية سلسلة الدنا عملاقة والتي تصيب اميليانا هوكسلاي، نوع من ناقلات الحصى المكوراتية. و طول جينومها 407,339 زوج قواعد وبمحتوى من G + C يقدر بحوالي 41.1 %، وهناك 472 تنبأ بتشفير السلسلة.
ويلسون وفريقه في جمعية البيولوجية البحرية في المملكة المتحدة، جامعة شرق أنغليا والمختبر البحري في بلايموث، أول من شاهد الفيروس عام 1999 م. لاحقا في صيف 2005 م باحثون في المختبر البحري في بلايموث (ويلي ويلسون والبقية) و في معهد سانغر (هولدن والبقية) حددوا تسلل جينوم 'فيروس اٍميليانا هوكسلاي 86 (EhV-86)' وعثروا على 472 بروتين مشفر للجينات مما يجعلها 'فيروسات عملاقة' و أوسع فيروسات بحرية معروفة بجينومها.

## وصلات خارجية
- نطاق فيروسي: فيروسات الحصى المكوراتية